# 10143 Kamogawa
A 10143 Kamogawa (ideiglenes jelöléssel 1994 AP1) a Naprendszer kisbolygóövében található aszteroida. A. Sugie fedezte fel 1994. január 8-án.